# Egretta caerulea
L'airone azzurro minore (Egretta caerulea (Linnaeus, 1758)) è un uccello della famiglia degli Ardeidi.